# Internationaler Gesangswettbewerb von ’s-Hertogenbosch
Der Internationale Gesangswettbewerb von ’s-Hertogenbosch, auch bekannt als „Internationaal Vocalisten Concours ’s-Hertogenbosch“ auf Niederländisch, ist ein renommierter Musikwettbewerb für klassischen Gesang.

## Details
Seit 1954 findet dieser Musikwettbewerb in der Stadt  ’s-Hertogenbosch statt. Von 1954 bis 1992 wurde der Wettbewerb jährlich veranstaltet, danach wurde er auf einen zweijährigen Rhythmus umgestellt. Seit 1959 ist der Wettbewerb mit der Fédération Mondiale des Concours Internationaux de Musique (FMCIM) verbunden. Zum 1. September 2023 wurde der britische Countertenor Andrew Watts zum Generaldirektor und künstlerischen Leiter des IVC ernannt.

## Preisträger
Preisträger, die einen 1. Preis erreichten, waren:

### 43. bis 51. Wettbewerb (2000–2016)
- 2016 (51. Wettbewerb): Yajie Zhang
- 2014 (50. Wettbewerb): Andrew Haji
- 2012 (49. Wettbewerb): Nadine Koutcher
- 2010 (48. Wettbewerb): Daniela Köhler
- 2008 (47. Wettbewerb): Hansung Yoo
- 2006 (46. Wettbewerb): Joshua Ellicott
- 2004 (45. Wettbewerb): Measha Brueggergosman
- 2002 (44. Wettbewerb): Lenneke Ruiten
- 2000 (43. Wettbewerb): Veronica Amarres

### 37. bis 42. Wettbewerb (1990–1999)
- 1998 (42. Wettbewerb): Kein erster Platz
- 1996 (41. Wettbewerb): Johnny Maldonado, Kyoko Saito
- 1994 (40. Wettbewerb): Sophie Koch, James Oxley, Leonardo de Lisi
- 1992 (39. Wettbewerb): Angelina Ruzzafante, Yue Liu
- 1991 (38. Wettbewerb): Ralf Lukas, Petra Lang
- 1990 (37. Wettbewerb): Oleg Malikov, Katsunori Kono

### 27. bis 36. Wettbewerb (1980–1989)
- 1989 (36. Wettbewerb): Yvi Jänicke
- 1988 (35. Wettbewerb): Ruth Ziesak, Adrianne Pieczonka
- 1987 (34. Wettbewerb): Fiona Cameron
- 1986 (33. Wettbewerb): Qing Miao
- 1985 (32. Wettbewerb): Alexander Naumenko, Leontina Vaduva, Jenny Miller
- 1984 (31. Wettbewerb): Lani Poulson, Thomas Mohr
- 1983 (30. Wettbewerb): Judith Malafronte
- 1982 (29. Wettbewerb): Elzbieta Szmytka, Anna Caleb, Shihomi Inoue-Heller
- 1981 (28. Wettbewerb): Anne Dawson, Tatjana Cherkasova, Howard Haskin, Jean Niroët
- 1980 (27. Wettbewerb): Lynda Russell, Thomas Hampson, Mariana Cioromila, Thomas Wilcox

### 17. bis 26. Wettbewerb (1970–1979)
- 1979 (26. Wettbewerb): Nelly Miricioiu
- 1978 (25. Wettbewerb): Larissa Shevchenko, David James, Ingemar Korjus
- 1977 (24. Wettbewerb): Linda Finnie, Raili Viljakainen, William Elvin
- 1976 (23. Wettbewerb): Mitsuko Shirai
- 1975 (22. Wettbewerb): Vladimir Pankratov, Maria Venuti, Patricia Price
- 1974 (21. Wettbewerb): Nadezda Vainer, La Verne Williams
- 1973 (20. Wettbewerb): Adrienne Csengery, Cornelia Pop
- 1972 (19. Wettbewerb): Patricia Payne, Gerda Spireanu, Robert Currier Christesen
- 1971 (18. Wettbewerb): Horiana Bránisteanu, Yuko Tsuji, Robert Holl, Thomas Thomaschke
- 1970 (17. Wettbewerb): Shuichi Takahashi, Sona Ghazarian

### 7. bis 16. Wettbewerb (1960–1969)
- 1969 (16. Wettbewerb): Maria Slatinaru, Else Paaske, Walker Wyatt
- 1968 (15. Wettbewerb): Hans-George Dahmen, Csilla Zentai
- 1967 (14. Wettbewerb): Louis Williams
- 1966 (13. Wettbewerb): Marina Krilovici, Ludovic Spiess
- 1965 (12. Wettbewerb): Viorica Cortez, Ileana Cotrubas, Siegmund Nimsgern
- 1964 (11. Wettbewerb): Janka Békas, Borena Kinas-Mikolajczak
- 1963 (10. Wettbewerb): Dan Iordăchescu, Margaret Duckworth
- 1962 (9. Wettbewerb): Jules Bastin
- 1961 (8. Wettbewerb): Thomas Carey, Yvonne Minton, Alfons Bartha
- 1960 (7. Wettbewerb): Karoly Schmidt, Lisé Arséquet, Irene Mierzwiak

### 1. bis 6. Wettbewerb (1954–1959)
- 1959 (6. Wettbewerb): Arthur Loosli, Zofia Janukowicz, Mariëtte Dierckx
- 1958 (5. Wettbewerb): Elisabeth Simon, Ranken Bushby
- 1957 (4. Wettbewerb): Maria van Dongen
- 1956 (3. Wettbewerb): Elly Ameling, Adna Graham, Halina Lukomska, Ladeslav Mraz
- 1955 (2. Wettbewerb): Eva Bornemann, Jean Capiaux
- 1954 (1. Wettbewerb): Annette de la Bije, Aukje Karsemeyer, Hans Wilbrink, Frans Meulemans